# فاطمه سلطان (دختر سلیم یکم)
فاطمه سلطان، (استانبول ۱۵۱۲ – ۱۵۷۰ استانبول) دختر سلیم یکم، خواهر سلیمان قانونی و عمه سلیم دوم بود.
فاطمه سلطان در سال ۱۵۱۲ در استانبول متولد شد. احتمالا او آخرین فرزند متولد شده سلطان سلیم بود. در حدود سال ۱۵۳۰ فاطمه سلطان با داماد مصطفی پاشا، فرماندار اناتولی ازدواج کرد با این حال این ازدواج موفق نبود، تمایلات همجنسگرایانه پاشا مسبب این مسئله بود. فاطمه سلطان با نوشتن نامه‌ای از برادرش خواست که حکم طلاق او را صادر کند.
ازدواج دوم فاطمه سلطان با قره احمد پاشا بیگلربیگی روملیا، صورت گرفت با این حال سال دقیق ازدواج نامشخص است. احمد پاشا بعد از اعدام شاهزاده مصطفی و متعاقبا برکناری رستم پاشا وزیر اعظم امپراتوری عثمانی شد (۱۵۵۳–۱۵۵۵). پس از دو سال و آرام گرفتن شورش‌ها احمد پاشا به جرم فساد مالی اعدام شد و رستم پاشا دوباره به مقام وزارت رسید. 
احتمالا بعد از اعدام احمد پاشا فاطمه سلطان با خادم ابراهیم پاشا ازدواج کرده است. سرانجام در سال ۱۵۷۰ فوت شد. وی در آرامگاه همسرش، کارا احمد پاشا دفن شد.